# Kaiwhekea

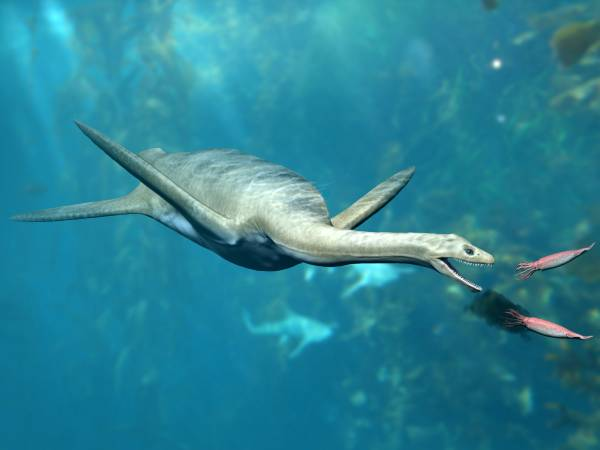
Recreación de Kaiwhekea cazando en su hábitat.

Kaiwhekea es un extinto género de plesiosaurio del Cretácico superior, en lo que hoy es Nueva Zelanda. La especie tipo, Kaiwhekea katiki, fue descrita por primera vez por Arthur Cruickshank y Ewan Fordyce en 2002. Kaiwhekea medía aproximadamente 7 metros de largo y vivió alrededor de 69-70 millones de años. El único ejemplar conocido, encontrado en la Formación Katiki, está casi completo, y se exhibe en el Museo de Otago en Dunedin, Nueva Zelanda. 
Kaiwhekea ha sido clasificado como un plesiosaurio aristonéctido cercano a Aristonectes (O'Keefe y Street, 2009). En 2010, Kaiwhekea fue transferido a la familia Leptocleididae.